# Nuit d'orage
Pour plus de détails, voir Fiche technique et Distribution.
Nuit d'orage (Noche de tormenta) est un film dramatique belgo-espagnol co-réalisé par Jaime de Mayora et Marcel Jauniaux et sorti en 1955.

## Synopsis
Un étranger séduit une jeune fille d'un petit village, profitant de son innocence pour tuer sa mère.

## Fiche technique
- Titre original espagnol : Noche de tormenta[1],[2]
- Titre français : Nuit d'orage[3]
- Réalisation : Jaime de Mayora et Marcel Jauniaux
- Scénario : Agustín Fanarraga, André Haguet et André Legrand
- Musique : Manuel Parada
- Société de production : Córdoba Films
- Pays de production :  Espagne -  Belgique
- Format : Noir et blanc - 1,37:1 - Son mono
- Genre : drame policier
- Durée : 84 minutes
- Date de sortie : 
  - Espagne : 5 septembre 1955

## Distribution
- Manuel Aguilera : Mayer
- Anouk Aimée : Annette
- Matilde Artero
- Mario Berriatúa
- Xan das Bolas
- Mario Cabré
- Félix Dafauce (en)
- Beni Deus (es)
- Carlos Díaz de Mendoza (es)
- Margo Lion
- Ángel Álvarez

## Production
Initialement intitulé Annette, la edad de los sueños (litt. « Annette, l'âge des rêves »), il a finalement été rebaptisé Noche de tormenta. Avec un budget de 3 337 032 pesetas, Nuit d'orage a été tourné dans les studios de Sevilla Films à Madrid et il est sorti le 5 septembre 1955 au Cine Rex de Madrid.